# Charles H. Watson
Charles Henry Watson (Yambuk, 8 de octubre de 1877-Sídney, 24 de diciembre de 1962) fue un fue un pastor y administrador australiano que se desempeñó como presidente de la Asociación General de los Adventistas del Séptimo Día entre 1930 y 1936.

## Biografía
Watson nació en Australia el 8 de octubre de 1877 en el seno de una familia dedicada a la ganadería que vivía cerca de Yambuk, en el estado de Victoria.
El 23 de marzo de 1898 se casó con Elizabeth Mary Shanks. En 1900, su familia conoció las creencias que profesa la Iglesia Adventista del Séptimo Día. Charles no aceptó la fe adventista sino hasta 1902, cuando no pudo encontrar una base bíblica para la observancia del domingo como día de reposo y fue bautizado por W. A. Hennig. Watson había sido un exitoso comerciante de lana de oveja, pero dejó sus negocios en 1907 para sistir al Colegio de Avondale para recibir preparación para el ministerio pastoral. Se graduó en 1909 y fue ordenado como pastor adventista el 14 de septiembre de 1912.
Su agudo sentido en los negocios y habilidad para recordar nombres y rostros le ayudó a ganar una buena reputación para la administración, y en 1915 fue elegido presidente de la Unión de Australasia. Durante este tiempo Watson predicó en Australia, Fiji, Tahití, y los Estados Unidos.
Desde 1922 hasta 1926 sirvió como vicepresidente y tesorero asociado en la Asociación General de los Adventistas del Séptimo Día.
Retornó a Norteamérica en 1930 para asistir a la Sesión de la Asociación General, donde fue elegido presidente de la Asociación General debido a su gran habilidad financiera. Dirigió la Iglesia Adventista durante un periodo de recorte de presupuestos y consolidación, mientras se lograba un periodo de crecimiento denominacional.
Al término de su periodo en 1936, retornó a Queensland, Australia, donde asumió los deberes de vicepresidente de la División de Australasia y presidente de la Unión de Australasia. Se acogió a retiro en 1944. Charles Watson falleció el 24 de diciembre de 1962 en el Hospital y Sanatorio de Sídney, y fue enterrado en el Cementerio de los Suburbios del norte en Sídney, Australia.